# Carina (luchtwegen)

Splitsing van de hoofdbronchus, de carina.

De carina is het onderste deel van de luchtpijp (of trachea). De carina vormt de splitsing van de luchtpijp in de twee hoofdluchtwegen (linker en rechter hoofdbronchus). 

## Naamsverklaring
Het woord carina betekent kiel in het Latijn.